# Roman de Brut
El Roman de Brut es una historia legendaria de Inglaterra escrita en anglo-normando por el poeta Wace hacia el año 1155. 
Dedicado a la reina Leonor de Aquitania, relata la historia de los antepasados del rey Enrique II, que se remontarían a Brutus, y al mismo Eneas. 
El material narrativo del Roman de Brut está sacado de la Historia Regum Britanniae de Geoffroy de Monmouth, hábil obra de propaganda destinada a asentar la legitimidad de la dinastía Plantagenet retomando la historia de la isla de Gran Bretaña y haciéndola remontar a la época del mítico Bruto de Troya. 
La obra, como su predecesora latina, que gozó de gran éxito, aspira a la verdad histórica, e incide en la sucesión genealógica, siendo un relato, según su autor, «de rei en rei, e de eir en eir» (de rey en rey, y de heredero en heredero). 
Sin embargo, aparte del uso del idioma francés, introduce algunas importantes innovaciones con respecto a su modelo, sobre todo en cuanto a la técnica, que hacen de la obra una etapa intermedia entre el estilo historiográfico y la novela artúrica. Destaca la dramatización de ciertos pasajes, la inclusión de diálogos y monólogos construidos en períodos anafóricos y que pueden versar incluso sobre sentimientos. 
Relevante es también la introducción de nuevos términos que acabarán designando y fijando las cualidades caballerescas: «noblesse» (nobleza), «corteisie» (cortesía), «richesse» (riqueza), «largesse» (liberalidad) y «onor» (honor). 
Por otra parte, el personaje del rey Arturo es, como en la obra de Geoffrey o Godofredo de Monmouth, un guerrero y conquistador ante todo, bien lejos de la imagen cortesana de espléndido anfitrión justiciero, pero ocioso, que tendrá en el roman courtois / novela cortesana a partir de Chrétien de Troyes.